# Juninho Rocha
Juninho Rocha, pseudonimo di Paulo Afonso da Rocha Júnior (Rio de Janeiro, 5 novembre 1997), è un calciatore brasiliano, centrocampista dei Pohang Steelers.

## Caratteristiche tecniche
È un esterno destro.

## Carriera
Cresciuto nel settore giovanile del Defensor Sporting, inizia la propria carriera professionistica nel 2017 con la maglia dell'Huracán con cui debutta ufficialmente il 15 aprile 2017 contro il Tacuarembó; l'anno seguente approda nella prima divisione uruguaiana con i Montevideo Wanderers dove gioca 7 incontri.
Successivamente gioca in Messico e Brasile rispettivamente con Cafetaleros (T) e Brasil de Pelotas prima di fare ritorno in Uruguay al Central Español; nell'aprile del 2021 viene acquistato dal Rentistas.

## Statistiche
Statistiche aggiornate al 12 maggio 2021.

### Presenze e reti nei club
| Stagione        | Squadra              | Campionato      | Campionato | Campionato | Coppe nazionali | Coppe nazionali | Coppe nazionali | Coppe continentali | Coppe continentali | Coppe continentali | Altre coppe | Altre coppe | Altre coppe | Totale | Totale | Totale |
| Stagione        | Squadra              | Comp            | Pres       | Reti       | Comp            | Pres            | Reti            | Comp               | Pres               | Reti               | Comp        | Pres        | Reti        | Pres   | Reti   |        |
| --------------- | -------------------- | --------------- | ---------- | ---------- | --------------- | --------------- | --------------- | ------------------ | ------------------ | ------------------ | ----------- | ----------- | ----------- | ------ | ------ | ------ |
| 2017            | Huracán              | SD              | 24         | 3          |                 | -               | -               |                    | -                  | -                  |             | -           | -           | 24     | 3      |        |
| 2018            | Montevideo Wanderers | PD              | 7          | 0          |                 | -               | -               |                    | -                  | -                  |             | -           | -           | 7      | 0      |        |
| 2018-2019       | Cafetaleros (T)      | LDA             | 13         | 1          | CM              | 7               | 0               |                    | -                  | -                  |             | -           | -           | 20     | 1      |        |
| 2020            | Brasil de Pelotas    | PD/RS           | 4          | 0          | CB              | 1               | 0               |                    | -                  | -                  |             | -           | -           | 5      | 0      |        |
| 2020            | Central Español      | SD              | 19         | 7          |                 | -               | -               |                    | -                  | -                  |             | -           | -           | 19     | 7      |        |
| 2021            | Rentistas            | PD              | 0          | 0          |                 | -               | -               | CL                 | 1                  | 0                  |             | -           | -           | 1      | 0      |        |
| Totale carriera | Totale carriera      | Totale carriera | 67         | 11         |                 | 8               | 0               |                    | 1                  | 0                  |             | -           | -           | 76     | 11     |        |